# Novaki Pazinski
 Novaki Pazinski  falu Horvátországban, Isztria megyében. Közigazgatásilag Cerovljéhez tartozik.

## Fekvése
Az Isztriai-félsziget közepén, Pazintól 4 km-re északkeletre, községközpontjától 2 km-re délnyugatra a Pazinčica-patak völgyében a Pazin-Cerovlje út mellett  fekszik. Bani, Brdo, Dujanići, Jerončići, Oravići és Polje nevű telepei a Pazinčica-patak völgye körül találhatók. A településen halad át a Póla-Divač vasútvonal és az új D3-as Pazin-Fiume főút is.

## Története
Területe már az ókorban is lakott volt, ezt bizonyítják az itt talált faragott kövek. A települést 1341-ben említik először, az aquileiai pátriárkához, a pićani püspökséghez és a pazini grófsághoz tartozott. Az 1498-as urbárium „Neusass” néven említi. Később a kršani és lupoglavi uradalmakhoz tartozott. A települést a 16. században védőfalakkal erősítették meg, de a 16. és 17. században az osztrákok és a velenceiek közötti háborúkban mégis súlyos károkat szenvedett. Plébániája 1487-óta ismert. Központja a Szent Ulrik plébániatemplom körül alakult ki, mely a 17. században a régi templom helyén épült. A településnek 1857-ben 551, 1910-ben 507 lakosa volt. Lakói a patak termékeny völgyében és a környező dombok lejtőin mezőgazdasággal foglalkoztak. 2011-ben 196 lakosa volt.

## Lakosság
| Lakosság változása | Lakosság változása | Lakosság változása | Lakosság változása | Lakosság változása | Lakosság változása | Lakosság változása | Lakosság változása | Lakosság változása | Lakosság változása | Lakosság változása | Lakosság változása | Lakosság változása | Lakosság változása | Lakosság változása | Lakosság változása |
| ------------------ | ------------------ | ------------------ | ------------------ | ------------------ | ------------------ | ------------------ | ------------------ | ------------------ | ------------------ | ------------------ | ------------------ | ------------------ | ------------------ | ------------------ | ------------------ |
| 1857               | 1869               | 1880               | 1890               | 1900               | 1910               | 1921               | 1931               | 1948               | 1953               | 1961               | 1971               | 1981               | 1991               | 2001               | 2011               |
| 551                | 570                | 482                | 444                | 494                | 507                | 660                | 1075               | 384                | 360                | 327                | 260                | 226                | 226                | 216                | 196                |

## Nevezetességei
- Szent Ulrik tiszteletére szentelt plébániatemploma a 17. században épült a középkori plébániatemplom helyén. Az egyhajós épületet a 18. században négy oldalkápolnával bővítették. A templomnak öt márványoltára van. Főoltárán a Boldogságos Szűz Máriát, Szent Ulrikot és egy ismeretlen katonát ábrázoló kép látható. Szent Sebestyén oltárának képét a Velencében élt és alkotott Mario Schergat festette. Harangtornya 25 méter magas, két harang van benne. A templom körül egykor temető volt, melynek egyik régi sírköve még látható.
- A Pazin-Cerovlje út mellett található a 17. században egy pestisjárvány után hálából épített Szent Rókus templom. Egyszerű egyhajós épület nagy nyitott előcsarnokkal.
- A falu feletti magaslaton egy kápolna romjai látszanak, innen nagyszerű kilátás nyílik a vidékre.